# Argiope sector
Argiope sector là một loài nhện trong họ Araneidae.
Loài này thuộc chi Argiope. Argiope sector được miêu tả năm 1776 bởi Forsskål.